# 藤田弘夫
藤田 弘夫（ふじた ひろお、1947年9月7日 - 2009年10月14日）は、日本の社会学者。慶應義塾大学文学部教授。社会学博士。専門は、都市社会学、地域社会学、歴史社会学、公共性の比較社会学、社会学史。

## 経歴
- 兵庫県神戸市出身。
- 1971年　慶應義塾大学文学部卒業。
- 1976年　慶應義塾大学院社会学研究科博士課程修了
- 2009年10月14日 胃癌のため死去[1]。

## 著書

### 単著
- 『日本都市の社会学的特質』（時潮社, 1982年）
- 『都市と国家――都市社会学を越えて』（ミネルヴァ書房, 1990年）
- 『都市と権力――飢餓と飽食の歴史社会学』（創文社, 1991年）
- 『都市の論理――権力はなぜ都市を必要とするか』（中央公論社, 中公新書, 1993年）
- 『人間は、なぜ都市を作るのか――都市に見る人間の移り変り』（ポプラ社, 10代教養文庫, 1995年）
- 『奥井復太郎――都市社会学と生活論の創始者』（東信堂, 2000年）
- 『都市と文明の比較社会学――環境・リスク・公共性』（東京大学出版会, 2003年）
- 『路上の国柄――ゆらぐ「官尊民卑」』（文藝春秋, 2006年）

### 共著
- （金子勇・吉原直樹・盛山和夫・今田高俊）『社会学の学び方・活かし方――団塊世代の社会理論探求史』（勁草書房, 2011年）

### 編著
- 『飢餓・都市・文化――「都市論」を超えて』（柏書房, 1993年）

### 共編著
- （吉原直樹）『都市・社会学と人類学からの接近』（ミネルヴァ書房, 1987年）
- （吉原直樹）『都市とモダニティ――都市社会学コメンタール』（ミネルヴァ書房, 1995年）
- （西原和久）『現代人の社会学・入門――権力から読みとく』（有斐閣, 1996年／増補版, 2000年）
- （吉原直樹）『都市社会学』（有斐閣, 1999年）
- （川合隆男）『都市論と生活論の祖型――奥井復太郎研究』（慶應義塾大学出版会, 1999年）
- （浦野正樹）『都市社会とリスク――豊かな生活をもとめて』（東信堂, 2005年）
- （大内田鶴子・熊田俊郎・小山騰）『神田神保町とヘイ・オン・ワイ――古書とまちづくりの比較社会学』（東信堂, 2008年）
- （橋本和孝・吉原直樹）『世界の都市社会計画――グローバル時代の都市社会計画』（東信堂, 2008年）
- （橋本和孝・吉原直樹）『都市社会計画の思想と展開』（東信堂, 2009年）

### 訳書
- E・ミンジオーネ『都市と社会紛争』（新泉社, 1985年）